# Great Papuan Plateau
Great Papuan Plateau – płaskowyż krasowy położony w prowincji Southern Highlands oraz w Prowincji Zachodniej, w Papui-Nowej Gwinei. Przepływają przez niego 2 rzeki: Kikori oraz Strickland. Najwyższym punktem płaskowyżu jest góra Sisa (2650 m n.p.m.). Teren ten zamieszkują ludy Bedamuni, Etoro oraz Sonia.
W 2006 roku, wraz z dorzeczem rzeki Kikori, został wpisany na listę informacyjną UNESCO.

## Klimat
Średnia temperatura wynosi 21 °C. Najcieplejszym miesiącem jest marzec (22 °C), a najzimniejszym miesiącem jest lipiec (18 °C). Średnie opady wynoszą 5018 milimetrów rocznie. Najbardziej wilgotnym miesiącem jest wrzesień (608 milimetrów opadów), a najbardziej suchym miesiącem jest listopad (311 milimetrów opadów).